# Лютарка
Лю́тарка, Збирів —  село в Україні, у Ізяславській міській громаді Шепетівського району Хмельницької області. Населення села становить — 497 осіб. Площа становить — 1,673 км². Середня щільність населення — 297,07 осіб/км².

## Географія
Село розташоване на лівому березі річки Горинь.

## Історія
У 1906 році село Ізяславської волості Ізяславського повіту Волинської губернії. Відстань від повітового міста 5 верст, від волості 5. Дворів 75, мешканців 539.
7 (20) листопада 1917 року, відповідно до Третього Універсалу Української Центральної Ради, увійшло до складу Української Народної Республіки.
12 червня 2020 року, відповідно до розпорядження Кабінету Міністрів України № 727-р «Про визначення адміністративних центрів та затвердження територій територіальних громад Хмельницької області», увійшло до складу Ізяславської міської територіальної громади.
19 липня 2020 року, в результаті адміністративно-територіальної реформи та ліквідації Ізяславського району, село увійшло до складу новоутвореного Шепетівського району

## Галерея

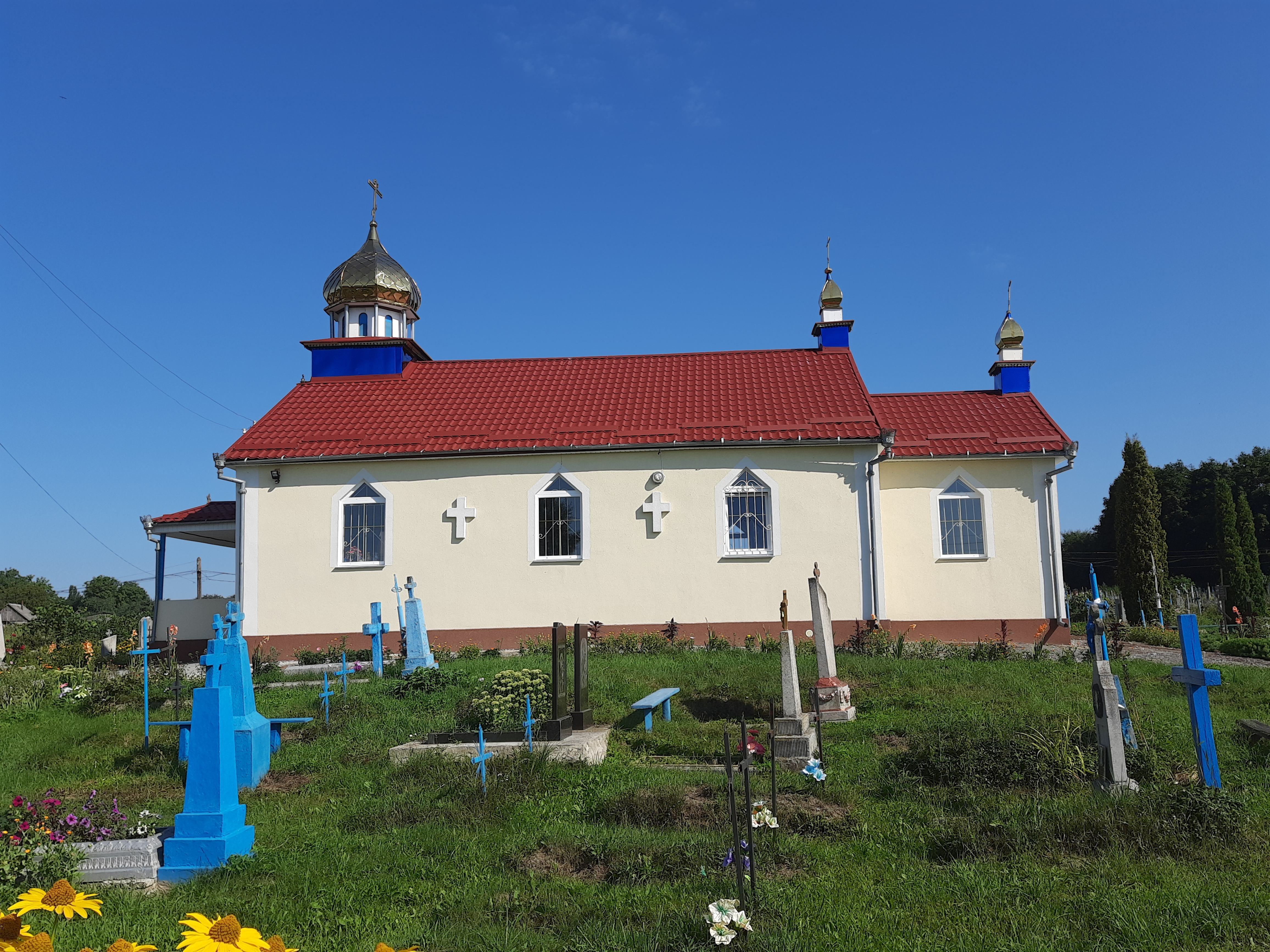
Церква Казанської Ікони Божої Матері
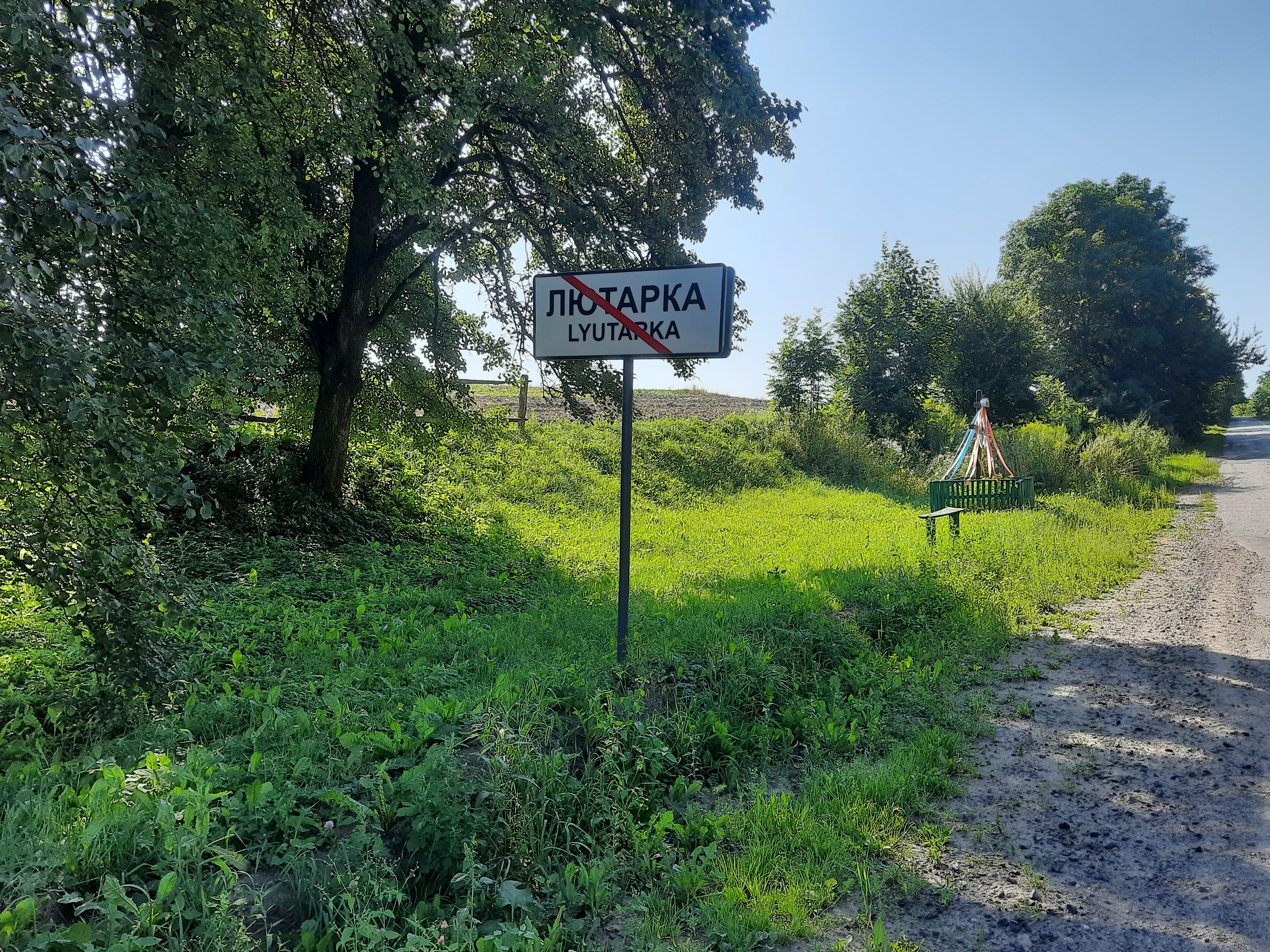
Околиця села